# 589 (tal)
589 är det naturliga heltal som följer 588 och följs av 590.

## Matematiska egenskaper
- 589 är ett udda tal.
- 589 är ett semiprimtal[1].
- 589 är ett sammansatt tal.
- 589 är ett defekt tal.
- 589 är ett Centrerat tetraedertal.

## Inom vetenskapen
- 589 Croatia, en asteroid.